# ST11261
ST11261 es el sexto álbum de estudio del dúo musical estadounidense Brewer and Shipley. Fue publicado en marzo de 1974 a través del sello discográfico Capitol Records.

## Título
El título de ST11261 hace referencia a su número de serie en Capitol Records, un recurso utilizado anteriormente por Peter, Paul & Mary (Album 1700, 1967), y que luego sería utilizado en los álbumes de Dave Davies (AFL1-3603, 1980) y Yes (90125, 1983). 
En el documental  One Toke Over the Line...and Still Smokin' de 2021, Mike Brewer explica que la decisión de nombrar el álbum según su número de serie se produjo tras un encuentro con un ejecutivo discográfico que se refirió a la música de los artistas como “producto”.

## Recepción de la crítica
Un escritor no especificado de Record World elogió “[las] dulces armonías [del dúo] y [la] alegre producción de John Boylan”. Un escritor no especificado de la revista Cash Box describió ST11261 como “una mezcla equilibrada de country y rock con algunos bonitos matices góspel. Las armonías perfectas, los arreglos dinámicos y la percusión controlada proporcionan el vehículo perfecto para el excelente material que hace de este paquete un placer”. Un escritor no especificado de la revista Billboard describió ST11261 como el lanzamiento “más comercial y creativo de la pareja en algún momento”.

## Lista de canciones
Todas las canciones escritas y compuestas por Michael Brewer y Tom Shipley, excepto donde esta anotado. 
| Lado uno |                                 |          |  |
| N.º      | Título                          | Duración |  |
| 1.       | «Fair Play» (Steve Canaday)     | 4:53     |  |
| 2.       | «It Did Me In» (Mark Baysinger) | 2:43     |  |
| 3.       | «Look Up, Look Out»             | 2:55     |  |
| 4.       | «Shine So Strong» (Brewer)      | 3:05     |  |
| 5.       | «How Are You»                   | 3:55     |  |

| Lado dos |                                      |          |  |
| N.º      | Título                               | Duración |  |
| 1.       | «Eco-Catastrophe Blues»              | 3:15     |  |
| 2.       | «Keeper of the Keys»                 | 3:52     |  |
| 3.       | «Bound to Fall» (Brewer, Tom Mastin) | 2:15     |  |
| 4.       | «Oh So Long»                         | 2:25     |  |
| 5.       | «Ballad of a Country Dog» (Brewer)   | 4:50     |  |

## Posicionamiento
| Gráfica (1974)                                  | Pico de posición |
| ----------------------------------------------- | ---------------- |
| Estados Unidos (Billboard Top LPs & Tape)       | 185              |
| Estados Unidos (Cash Box Top 100 Albums Cont'd) | 102              |
| Estados Unidos (Record World Album Chart)       | 124              |